# Préfecture autonome tibétaine de Diqing
Cette page contient des caractères spéciaux ou non latins. S’ils s’affichent mal (▯, ?, etc.), consultez la page d’aide Unicode.
La préfecture autonome tibétaine de Diqing (chinois : 迪庆藏族自治州 ; pinyin : díqìng zàngzú zìzhìzhōu, tibétain : བདེ་ཆེན་བོད་རིགས་རང་སྐྱོང་ཁུལ་, Wylie : bde-chen bod-rigs rang-skyong khul) est une division administrative du nord-ouest de la province du Yunnan en Chine. Son chef-lieu est le xian de Shangri-La.

## Géographie
- La montagne Kawagebo est située dans la préfecture.
- Le parc national du Pota tso, réserve naturelle protégée.

## Subdivisions administratives
La préfecture autonome tibétaine de Diqing exerce sa juridiction sur trois subdivisions - une ville-district, un xian et un xian autonome :
- La ville-district de Shangri-La — 香格里拉, xiānggélǐlā shi ;
- Le xian de Dêqên — 德钦县, déqīn xiàn ;
- Le xian autonome lisu de Weixi — 维西傈僳族自治县, wéixī lìsùzú zìzhìxiàn.

## Liens externes

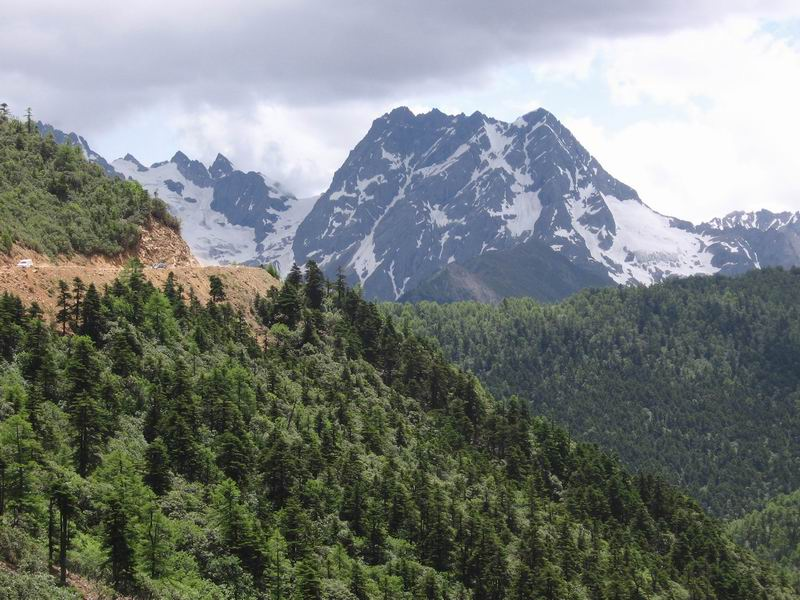
Paysage de montagne dans la préfecture de Dêqên